# 을왕항
을왕항(乙旺港)은 인천광역시 중구 을왕동 773-27 일원에 있는 소규모 어항이다.

## 어항 연혁
2006년 6월 13일 인천광역시장이 어촌어항법 제17조 규정에 의하여 지방어항 지정을 해제하였다.

## 어항 구역
지방어항에서 해제 당시의 어항구역은 다음과 같다.
- 수역(53,000m2): 북측 선착장 기부에서 150m를 반경으로 그은 선내구역
- 육역: 을왕동 773-24(제방), 773-27(잡종지), 산84-23(임야)